# Imane Khelif
Imane Khelif (em árabe: إيمان خليف, translit. ʾĪmān Khalīf ; 2 de maio de 1999) é uma lutadora de boxe profissional argelina. Representou a Argélia nos Jogos Olímpicos de Verão de 2020 em Tóquio e nos Jogos Olímpicos de Verão de 2024 em Paris. A 3 de agosto de 2024, conquistou uma medalha de bronze em Paris depois de chegar às semifinais femininas até 66 kg, tornando-se a primeira pugilista argelina a ganhar uma medalha olímpica desde 2000.
Após a vitória de Khelif sobre a italiana Angela Carini durante os Jogos Olímpicos de 2024, surgiram rumores nas redes sociais sobre o seu sexo. Estes foram motivados pela desqualificação de Khelif do Campeonato Mundial Feminino de Boxe de 2023, organizado pela Associação Internacional de Boxe (IBA), que é liderada pela Rússia, após ter tido resultados insatisfatórios em testes de elegibilidade de sexo não especificados. Esta desqualificação aconteceu três dias depois de Khelif derrotar uma competidora russa sem derrotas até então, o que levou à restauração do recorde de invencibilidade da desportista russa. O Comité Olímpico Internacional (COI) e a sua Unidade de Boxe de Paris declararam que Khelif podia competir nas Olimpíadas e criticaram a desqualificação anterior da IBA como "repentina e arbitrária" e tomada "sem processo devido". Não existem provas oficialmente publicadas de que Khelif tenha cromossomos XY ou níveis elevados de testosterona, embora em junho de 2025, um suposto relatório médico publicado em um site de notícias sobre esportes, teria relatado a presença de um cariótipo normal do sexo masculino. Khelif nasceu mulher e é como tal que ela se identifica.

## Percurso
Imane Khelif cresceu em Sougueur, na província de Tiaret, que fica no noroeste da Argélia. Em entrevista à Reuters, o seu pai afirmou: "Imane é uma menina que adora desporto desde os seus seis anos de idade." Começou por jogar futebol e só mais tarde enveredou pelo boxe. Durante a sua infância, Imane Khelif tinha de viajar até uma aldeia vizinha para participar nas sessões de treino e chegou a vender sucata e cuscuz caseiros da mãe para conseguir pagar o bilhete de autocarro. Segundo ela, o seu pai não permitiu que ela praticasse o desporto a princípio, porque "não aprovava o boxe para meninas".

## Carreira

### 2018–2021: início de carreira e estreia olímpica
Imane Khelif fez a sua estreia no Campeonato Mundial Feminino de Boxe da AIBA em Nova Deli, em 2018, onde terminou em 17.º lugar na categoria peso super leve feminino, após ser eliminada no primeiro round por Karina Ibragimova. Em 2019, no Campeonato Mundial Feminino de Boxe da AIBA, ela terminou em 33.º lugar na categoria peso-leve feminino após ser eliminada no primeiro round por Natalia Shadrina.
Em março de 2021, Imane Khelif conquistou a medalha de ouro no Torneio Internacional de Boxe do Bósforo de Istambul, ao derrotar Anastasia Belyakova na final de peso-leve feminino.
Imane Khelif representou a Argélia no peso-leve feminino (-63kg) nos Jogos Olímpicos de Verão de 2020, e ficou em quinto lugar, ao ser derrotada pela irlandesa Kellie Harrington nos quartos de final.

### 2022: final do campeonato IBA e sucessos no boxe
Em fevereiro de 2022, Khelif conquistou a medalha de ouro no Strandja Memorial Tournament após derrotar Nataliya Sychugova na final da prova feminina de sub-63 kg.
Imane Khelif foi escolhida como porta-bandeira da Argélia no Campeonato Mundial Feminino de Boxe da IBA de 2022 em Istambul. Neste torneio, tornou-se a primeira boxeadora argelina a chegar à final após derrotar Chelsey Heijnen. Foi derrotada na final por Amy Broadhurst e obteve então o segundo lugar. No mesmo ano Imane Khelif contou com provas de maior sucesso, obtendo medalhas de ouro nos Jogos do Mediterrâneo e no Campeonato Africano de Boxe Amador.

### 2023: Desqualificação do Campeonato IBA
Em março de 2023, Imane Khelif nas finais do Campeonato Mundial Feminino de Boxe da IBA, em Nova Deli; no entanto, foi desclassificada pouco antes da luta de boxe pela medalha de ouro contra a boxeadora chinesa Yang Liu. A desqualificação ocorreu no contexto da alegação por parte da Associação Internacional de Boxe (IBA) que Khelif tinha falhado testes de elegibilidade não especificados. Esta desqualificação deu-se três dias depois de Khelif derrotar Azalia Amineva, uma desportista russa até então invicta. A desclassificação restaurou o recorde de invencibilidade da lutadora de boxe russa. Segundo o Comitê Olímpico Argelino, Imane Khelif foi desclassificada por motivos médicos, mas também políticos, alegando uma conspiração para evitar que a Argélia vencesse uma medalha de ouro; relatórios posteriores indicam que os seus níveis de testosterona eram altos. A medalha de bronze foi atribuída à boxeadora uzbeque Navbakhor Khamidova.
Em 2023, o presidente do IBA, Umar Kremlev, disse que as desqualificações ocorreram porque os testes de DNA "provaram que elas tinham cromossomos XY". O Washington Post declarou: "Ainda não está claro quais padrões Khelif e Lin Yu Ting falharam [em 2023] para levar às desqualificações," escrevendo ainda: "Nunca houve evidências de que [...] Khelif [...] tinha cromossomos XY ou níveis elevados de testosterona." Os testes realizados (e respectivos resultados) não foram publicados pelo IBA, que afirmou que as "especificações permanecem confidenciais." Khelif disse que tinha sido excluída depois de lhe dizerem que tinha "características que significam que não posso participar em lutas com mulheres", mas declarou que fora vítima de uma "grande conspiração" em relação à desclassificação. Ela inicialmente fez um apelo ao Tribunal Arbitral do Desporto, do qual depois desistiu. No regulamento técnico da IBA, é dito que é considerada uma garota/mulher/fêmea uma pessoa com cromossomos XX, e que testes aleatórios ou específicos podem ser realizados para atestar a elegibilidade das competidoras. No caso, o que confirmaria a elegibilidade da competidora é a presença dos cromossomos XX, o que indica que Imane Khelif tem cromossomos XY.
Em 31 de julho de 2024, relativamente à sua decisão de 2023, a IBA afirmou que Khelif e outras pessoas "não foram submetidas a um exame de testosterona, mas foram sujeitas a um outro teste reconhecido, cujos detalhes permanecem confidenciais", e que "foram consideradas como tendo vantagens sobre outras concorrentes femininas". No dia seguinte, o Comité Olímpico Internacional (COI) divulgou em resposta o seu próprio comunicado, onde afirmou que a decisão da IBA foi "repentina e arbitrária" e "sem qualquer processo devido". O comité fez ainda a seguinte declaração:
| “                                                                               | De acordo com as minutas do IBA disponíveis no seu website, esta decisão foi inicialmente feita unicamente pelo Secretário geral e CEO do IBA. O quadro executivo do IBA só ratificou a decisão posteriormente, e só depois requeriu que se criasse um procedimento a seguir em casos semelhantes no futuro, procedimento esse a ser reflectido nos Regulamentos do IBA. As minutas dizem também que o IBA deve "estabelecer um procedimento claro em testes de género". | ” |
| — Declaração conjunta da Unidade responsável por boxe para Paris 2024 e do COI, | |   |

Em julho de 2023, quatro meses após a desclassificação do Campeonato IBA, Imane Khelif representou a Argélia nos Jogos Árabes, onde conquistou a medalha de ouro na categoria meio-médio feminino.
Em novembro de 2023, ela anunciou a sua profissionalização. A sua primeira luta enquanto profissional teve lugar no mesmo mês em Singapura.

### 2024: Jogos Olímpicos de Verão e ouro olímpico
Em janeiro de 2024, Imane Khelif tornou-se embaixadora nacional da UNICEF.
O estatuto olímpico da IBA foi revogado em junho de 2023, devido a questões de governança e suspeita de corrupção no julgamento e arbitragem. Por esse motivo, os eventos de boxe em Paris para os Jogos Olímpicos de Verão de 2024 foram geridos pela Unidade de Boxe de Paris 2024 do COI. Embora o COI não realize testes de sexo, afirmou que todos os atletas que competem em Paris cumprem os regulamentos de elegibilidade e entrada da competição, e que Imane Khelif "nasceu mulher, foi registada como mulher, vive a sua vida como mulher, luta boxe como mulher, e tem passaporte feminino." Lembrou ainda que "As mulheres podem ter um nível de testosterona igual ao dos homens, embora ainda sejam mulheres."
| “                            | Todos os atletas participantes no torneio de boxe dos Jogos Olímpicos Paris'2024 cumprem os regulamentos de elegibilidade e inscrição da competição, bem como todos os regulamentos médicos aplicáveis | ” |
| — COI, em comunicado oficial | |   |

Qualificada em quinto lugar na prova feminina de -66 kg, Imane Khelif derrotou a húngara Luca Hámori nos quartos de final, a 3 de agosto, garantindo dessa forma a medalha de bronze na prova, no mínimo. Nas semi-finais em 6 de agosto, derrotou a pugilista tailandesa Janjaem Suwannapheng, garantindo a medalha de prata. A 9 de agosto, derrotou a pugilista chinesa Yang Liu na final, por decisão unânime dos juízes, vencendo assim a medalha de ouro. Imane Khelif é a primeira pugilista argelina a ganhar ouro olímpico em boxe, e a segunda desportista argelina a ganhar ouro nas olimpíadas de 2024, depois de Kaylia Nemour (que ganhou ouro pela sua prestação em ginástica - barras paralelas assimétricas). Antes destas duas atletas, a última medalha argelina pertencera a Mohamed Allalou nas olimpíadas de 2000, em Sydney.

#### Luta da segunda eliminatória contra Angela Carini

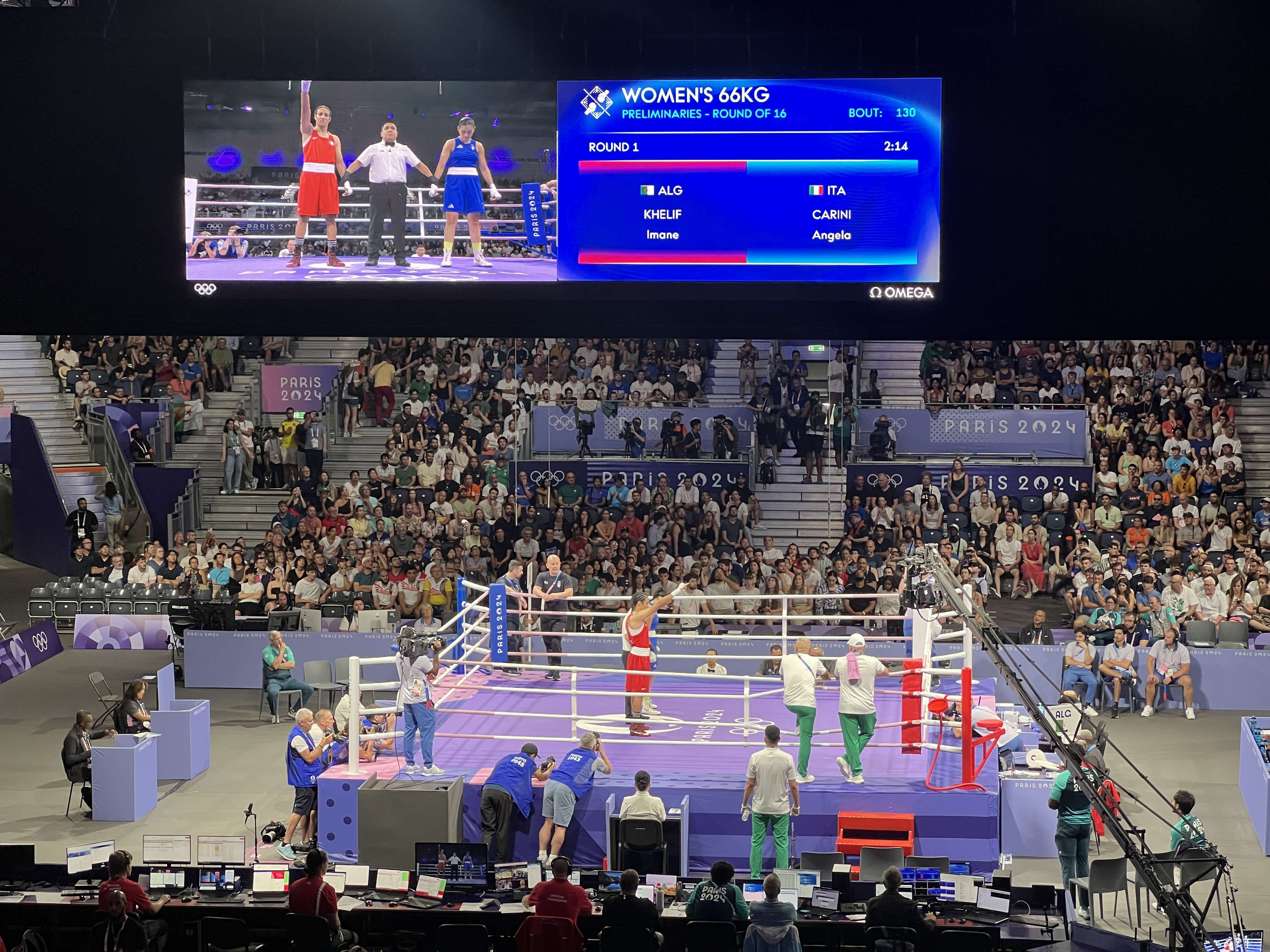
Khelif e Carini no ringue de boxe durante seu segundo round nos Jogos Olímpicos de Verão de 2024

Como quinta cabeça-de-chave na prova feminina até 66 kg, Imane Khelif foi dispensada da primeira eliminatória. Na segunda eliminatória, realizada no dia 1 de agosto, ela derrotou Angela Carini da Itália 46 segundos após o início da partida, quando Carini desistiu após receber dois socos, alegando fortes dores no nariz. Carini terá exclamado "Não é justo!" depois de um soco particularmente forte de Imane Khelif. Por este motivo Imane Khelif foi alvo de reações online questionando o seu sexo.
O Comitê Olímpico Argelino (COA) defendeu Khelif, descrevendo a reação a Imane Khelif como "ataque antiético e difamação." O COA afirmou que tomou as medidas necessárias para proteger Imane Khelif e seu direito de competir nas Olimpíadas. No dia seguinte, Carini pediu desculpas a Khelif por meio do jornal italiano La Gazzetta dello Sport, afirmando: "Toda esta polémica deixa-me triste [...] peço desculpa à minha oponente [Imane Khelfi]. Se o Comité Olímpico Internacional (COI) disse que ela podia lutar, então respeito essa decisão."
O pai de Imane Khelif, em declaração à Sky Sports, declarou: "A minha filha é uma menina. Foi criada como uma menina. É uma menina forte. Eduquei-a para que trabalhasse e fosse corajosa." O presidente do COI, Thomas Bach, defendeu a participação de Khelif e Lin Yu-Ting, dizendo: "Nunca houve qualquer dúvida sobre elas serem mulheres."

##### 2025: Eindhoven Box Cup e World Boxing
No dia 30 de maio de 2025, a World Boxing, a nova associação responsável pelos eventos esportivos de boxe, anunciou em seu site que irá implementar a obrigatoriedade de testes de sexo para garantir a elegibilidade dos competidores em suas respectivas categorias (masculinas e femininas) Em seu pronunciamento, Imane Khelif foi citada, e impedida de participar dos eventos esportivos até que ela se submeta a um teste de sexo, para garantir que ela é do sexo feminino. É provável que Imane Khelif não participe da Eindhoven Box Cup, que ocorrerá nos dias 5 a 10 do mês de junho.

Em junho, logo no primeiro dia, um membro do comitê de imprensa das Olímpiadas, conhecido como Alan Abrahamson publicou uma matéria no site 3wiresports, na qual constava um exame de sangue supostamente feito pela Imane Khelif num laboratório em Nova Delhi, com sua legitimidade comprovada pela ISO, organização internacional de padronização. No exame de sangue, é constatado que Imane Khelif tem um cariótipo masculino normal, isso é, cromossomos XY.

## Ligações Externas
- Commons

- Imane Khelif no Box Rec
- Imane Khelif no site dos Jogos Olímpicos
- Imane Khelif no site Olympedia